# 1984年至1985年英格蘭足總盃
1984/85球季英格蘭足總盃（英語：FA Cup），是第104屆英格蘭足總盃，今屆賽事的冠軍是曼聯，他們在決賽以1:0 (加時)擊敗愛華頓，奪得冠軍。
曼聯贏得了他們近3季的第二次足總盃冠軍。

## 外部連結
1. 英格蘭足總盃官網Archive-It的存檔，存档日期2012-04-24
2. 英格蘭足總盃 歷屆冠軍（页面存档备份，存于）